# Delta (circonscription britanno-colombienne)
Pour les articles homonymes, voir Delta (homonymie).
Circonscription électorale provinciale du Canada
Delta est une ancienne circonscription provinciale de la Colombie-Britannique représentée à l'Assemblée législative de la Colombie-Britannique de 1903 à 1991.

## Géographie
La circonscription comprenait la ville de Delta ainsi que la région bordée par le fleuve Fraser, la ville de Vancouver et la frontière canado-américaine.

## Liste des députés
1903-1956
| Législature | Années    | Député | Député                      | Parti        |
| Delta       | Delta     | Delta  | Delta                       | Delta        |
| ----------- | --------- | ------ | --------------------------- | ------------ |
| 10e         | 1903–1907 |        | John Oliver                 | Libéral      |
| 11e         | 1907–1909 |        | John Oliver                 | Libéral      |
| 12e         | 1909–1912 |        | Francis J. A. MacKenzie     | Conservateur |
| 13e         | 1912–1916 |        | Francis J. A. MacKenzie     | Conservateur |
| 14e         | 1916–1920 |        | Francis J. A. MacKenzie     | Conservateur |
| 15e         | 1920–1921 |        | John Oliver                 | Libéral      |
| 15e         | 1921-1924 |        | Alexander McDonald Paterson | Libéral      |
| 16e         | 1924–1928 |        | Alexander McDonald Paterson | Libéral      |
| 17e         | 1928–1933 |        | John Walter Berry           | Conservateur |
| 18e         | 1933–1937 |        | Robert Swailes              | CCF          |
| 19e         | 1937–1941 |        | Leonard Shepherd            | CCF          |
| 20e         | 1941–1945 |        | Leonard Shepherd            | CCF          |
| 21e         | 1945–1949 |        | Alexander Campbell Hope     | Coalition    |
| 22e         | 1949–1952 |        | Alexander Campbell Hope     | Coalition    |
| 23e         | 1952–1953 |        | Thomas Irwin                | Créditiste   |
| 24e         | 1953–1956 |        | Thomas Irwin                | Créditiste   |

1956-1966
| Législature | Années    | Député | Député               | Parti      | Député | Député                 | Parti      |
| ----------- | --------- | ------ | -------------------- | ---------- | ------ | ---------------------- | ---------- |
| 25e         | 1956–1957 |        | Thomas Irwin         | Créditiste |        | Nehemiah George Massey | Créditiste |
| 25e         | 1957-1960 |        | Gordon Lionel Gibson | Créditiste |        | Nehemiah George Massey | Créditiste |
| 26e         | 1960–1963 |        | Camille Mather       | CCF        |        | James Henry Rhodes     | CCF        |
| 27e         | 1963–1966 |        | Hunter Vogel         | Créditiste |        | Ernest LeCours         | Créditiste |

1966-1986
| Législature | Années    | Député | Député          | Parti         |
| ----------- | --------- | ------ | --------------- | ------------- |
| 28e         | 1966–1969 |        | Robert Wenman   | Créditiste    |
| 29e         | 1969–1972 |        | Robert Wenman   | Créditiste    |
| 30e         | 1972–1975 |        | Carl Liden      | Néo-démocrate |
| 31e         | 1975–1979 |        | Walter Davidson | Créditiste    |
| 32e         | 1979–1983 |        | Walter Davidson | Créditiste    |
| 33e         | 1983–1986 |        | Walter Davidson | Créditiste    |

1986-1991
| Législature                                             | Années    | Député | Député      | Parti      | Député | Député          | Parti      |
| ------------------------------------------------------- | --------- | ------ | ----------- | ---------- | ------ | --------------- | ---------- |
| 34e                                                     | 1986–1991 |        | John Savage | Créditiste |        | Walter Davidson | Créditiste |
| Circonscription abolie, voir Delta North et Delta South |           |        |             |            |        |                 |            |